# Westfälischer Bauernbund
Der Westfälische Bauernbund war eine Organisation ländlicher Unterschichten – vornehmlich von Heuerleuten/Köttern, Kleinbauern, Pächtern und Neusiedlern – in Westfalen während der Weimarer Republik.
Nachdem durch die Revolution von 1918 das Klassenwahlrecht aufgehoben wurde, drängten die ländlichen Unterschichten auf dem Land mit Macht in die kommunalen Parlamente, die bislang weitgehend den Bauern vorbehalten waren. Außerdem forderten sie Siedlerstellen auf Ödland, mehr Rechte für die Pächter und Dienstboten und eine bessere soziale Absicherung. Zur Durchsetzung ihrer Interessen wurde in Westfalen der weitgehend unerforschte zentrumsnahe Pächter- und Siedlerbund gegründet, der sich bald in Westfälischer Pächter- und Kleinbauernbund und dann 1927 in Westfälischer Bauernbund umbenannte. Anlass war die Verschmelzung mit dem "Westdeutschen Bauernbund". Entstanden war der Verband aus dem 1919 in Coesfeld vom späteren preußischen MdL Ernst Meincke (DDP/SPD) gegründeten "Pachtschutzverein Coesfeld", der schnell auf 400 Mitglieder angewachsen war und in den Kreis Borken expandierte. Nach der Ausdehnung auf weitere münsterländische Kreise, unter anderem durch den Zusammenschluss mit ähnlichen Organisationen, nannte er sich Ende Juni 1920 in "Pachtschutzverein Münsterland" um und verlegte den Verbandssitz nach Münster.
1925 besaß er rund 5000 Mitglieder, wobei er vornehmlich im Regierungsbezirk Münster und den Kreisen Warburg, Höxter, Büren, Soest, Paderborn und Lippstadt Anklang gefunden hatte. Vorsitzender war seit Oktober 1928 der römisch-katholische Geistliche Ferdinand Vorholt (1878–1954) aus Mecklenbeck bei Münster, der den Nordwalder August Münsterweg ablöste. 1933 wurde der Westfälische Bauernbund wie die übrigen Kleinbauernverbände aufgelöst.
Aktiv im Vorstand und als Werberedner für den Kleinbauernverband war der Zentrumslandtagsabgeordnete und Vorsitzende des Westfälischen Windthorstbundes, Johannes Brockmann aus Rinkerode. Bislang bekannte Geschäftsführer des Verbandes waren Ignaz Lünenborg (1927) und H. Stracke (1930).

## Zusammenarbeit mit anderen Kleinbauernverbänden
Der „Westfälische Pächter- und Kleinbauernbund“ gründete mit zwei weiteren zentrumsnahen Kleinbauern- und Heuerleuteverbänden, dem emsländischen Verband Christlicher Heuerleute und dem Verband Landwirtschaftlicher Kleinbetriebe aus Südoldenburg, sowie dem sozialdemokratischen Nordwestdeutschen Heuerleute-Verband im Mai 1922 in Hannover mit anderen Kleinbauernverbänden etwa aus Schlesien den Reichsverband landwirtschaftlicher Kleinbetriebe (ab 1925: „Reichsverband landwirtschaftlicher Klein- und Mittelbetriebe“), der die Interessen der Kleinbauern, Pächter und Heuerleute politisch vertreten sollte. Geschäftsführer wurde Heinrich Lübke, der spätere Bundespräsident, mit dem etwa der Vorsitzende Vorholt vielfach Kontakt hielt. Lübke hatte 1920/21 während seines Studiums in Münster in der Geschäftsstelle des Kleinbauernbundes nebenbei gearbeitet. 1927 schloss sich die Kleinbauern- und Heuerleute-Organisation der republikanisch-demokratisch orientierten „Deutschen Bauernschaft“ an. 
Dieser Kleinbauernbund wurde vom großbäuerlich-adelig geführten „Westfälischen Bauernverein“ wie vom demokratiefeindlichen „Reichslandbund“ energisch bekämpft.

## Verbandsorgan
Das Verbandsorgan hieß „Westdeutscher Bauer“, erschien offenbar seit Januar 1926 monatlich und wurde in Münster hergestellt. Es soll 1927 eine Auflage von rund 15.000 Exemplaren aufgewiesen haben. Es gab mehrfach Umbenennungen. Gestartet war das Blatt 1920 unter dem Titel „Der Pächter. Fachzeitung der Pächter und Heuerlinge des Münsterlandes“. Spätestens 1924 lautete der Name „Westdeutsche Landwacht. Zeitschrift für die Interessen der landwirtschaftlichen Kleinbauern, Pächter, Heuerlinge, Kleingärtner und Siedler“, bis es schließlich letztlich „Westdeutscher Bauer. Amtliches Organ der Westdeutschen Bauernschaft, des Westfälischen Bauernbundes“ hieß (1930).